# Руски футболен съюз
Руският футболен съюз е асоциация, контролираща футболните клубове в Русия и националните отбори. РФС контролира шампионатът на Русия по футбол. Под егидата на РФС се провеждат награди като футболист на годината в Русия и най-добър млад футболист.

## История
РФС води историята си от 1912, когато е основан футболен съюз на Руската империя. През 1934 в СССР е основана секция на футбола, която се води като футболен съюз. През 1946 е приета във ФИФА, а през 1954 – в УЕФА. По-късно се преименува във футболна федерация на съюза.
Руският футболен съюз основан на 8 февруари 1992 в Москва. Първи президент е Вячеслав Колосков. Неговото управление начело на руския футболен съюз е често критикувано, но Колосков се задържа на поста цели 13 години. През 2005 за президент е избран Виталий Мутко. Той получава 96 от 99 гласа. Докато Мутко е начело на РФС, руският футбол бележи прогрес-ЦСКА Москва и Зенит печелят купата на УЕФА, юношеският национален отбор до 17 години става европейски шампион през 2006, а мъжкият национален отбор достига до 3 място на Евро 2008. След като Русия не се класира за Мондиал 2010, Мутко подава оставка. За временен президент е назначен 84-годишният Никита Симонян. На 3 февруари 2010 за президент на РФС е избран Сергей Фурсенко. През декември 2010 РФС разформирова ПФЛ, тъй като асоциацията е регистрирана незаконно. На мястото на ПФЛ е основана Футболна национална лига. След провала на Русия на Евро 2012 Фурсенко си подава оставката. Шеф става бившият президент на ПФЛ Николай Толстих.

## Президенти на РФС
- 1992-2005 Вячеслав Колосков
- 2005-2009 Виталий Мутко
- 2009-2010 Никита Симонян(временен)
- 2010-2012 Сергей Фурсенко
- 2012 Никита Симонян(временен)
- 2012- Николай Толстих

## Организации в състава на РФС
- Руска Премиер Лига
- Футболна национална лига
- ПФЛ (до 2010)
- Колегия на футболните съдии
- ЛФЛ
- Федерация на Русия по плажен футбол
- Федерация на Русия по футзал
- Женска футболна асоциация
- Женска футзална асоциация
- Съюз на футболните ветерани
- Инспекторски комитет
- Детска футболна лига
- турнир „Кожена топка“